# 福島県立郡山支援学校
福島県立郡山支援学校（ふくしまけんりつ こおりやましえんがっこう）は、福島県郡山市富田町に位置する、肢体不自由の児童生徒とした特別支援学校。　

## 概要
本校には小学部・中学部・高等部が設置されており、通学が困難な生徒のために、週に3回の家庭訪問教育も実施している。
福島県内において肢体不自由の児童・生徒を対象とした特別支援学校は、本校といわき市にある平支援学校の2校のみである。そのため、通学範囲は広く、主に中通りや会津地方の児童・生徒が在籍している。
郡山市内を中心にスクールバスが運行されており、自宅からの通学が困難な生徒のために寄宿舎も設置されている。
学校給食は、普通食のほか、軟菜食・煮込み食・ペースト食の特別食を含めた4種類が提供され、児童・生徒の個々の状況に応じた食事が用意されている。
現在の校舎は2002年に完成し、「光の学校」と名付けられた。校舎全体に自然光が行き渡るように設計されており、その優れた建築デザインが評価され、日本建築学会賞をはじめとする多数の賞を受賞している。

## 児童・生徒数
- 156名（令和6年度）[11]

## 主な通学地域
- 郡山市・須賀川市・福島市・二本松市

## 学校間交流
- 郡山市立富田小学校[12]
- 郡山市立富田中学校
- 郡山東高等学校

## 主な卒業生
- 遠藤裕美
  - パリ・パラリンピックのボッチャに出場し、女子個人と混合団体で銅メダルを獲得[13]

## 建築
- 施工期間：1998年5月～2001年3月
- 設計者：渡部和生 / 惟建築計画
- 施工：オオバ・陰山組特定建設工事共同企業体[14]
- 監修：福島県土木部都市局営繕課
- 階数：地上2階、塔屋1階
- 構造：鉄筋コンクリート造（一部鉄骨造）
- 受賞歴：
  - 日本建築学会賞・作品賞（2004年）[7]
  - BCS賞（2004年）[8]
  - グッドデザイン賞 建築・環境デザイン部門（2003年）[9]
  - 医療福祉建築賞（2003年）[10]

## 学校周辺
- 福島県特別支援教育センタ－

（福島県総合療育センター・福島県発達障がい者支援センター）
- なごみ保育園
- 水神館公園
- 郡山インターチェンジ
- ダイユーエイト 郡山インター店（ホームセンター）

## アクセス
バス
- 郡山駅から福島交通バス（郡山西部工業団地行・熱海行・百合ヶ丘行など）に乗車し、「郡山インター前」または「百合ヶ丘団地」バス停で下車、徒歩約6～12分。

タクシー
- 郡山駅から約20分。

自家用車
- 東北自動車道・郡山インターチェンジから約1分。